# Lara Lor-Van
Lara Lor-Van es un personaje ficticio del universo de DC Comics, creado por los escritores Jerry Siegel y Joe Shuster. Apareció por primera vez en Action Comics #1 en 1938. Lara es una kryptoniana de noble linaje y esposa de Jor-El, con quien tiene un hijo, Kal-El.
A lo largo de las versiones de la historia de Superman, Lara es retratada como una mujer sabia, compasiva y fuerte, profundamente dedicada a su familia y a su planeta, Krypton. Aunque el personaje de Lara ha sido menos central que su esposo, su importancia se destaca en los momentos clave del origen de Superman. En la mayoría de las versiones, ella es una de las últimas personas en ver a su hijo antes de enviarlo a la Tierra, con la esperanza de que sobreviva a la inminente destrucción de Krypton. En versiones modernas, Lara tiene un papel activo, mostrando preocupación por el futuro de su hijo, Kal-El, y ayudando a su esposo Jor-El a tomar la decisión de enviarlo al planeta Tierra. Su amor y sacrificio por su hijo son elementos claves en la narrativa del origen de Superman, simbolizando la esperanza y la perdurabilidad del legado kryptoniano.
En el cine y la televisión, el personaje de Lara ha sido representado por las actrices; Susannah York que interpretó a Lara en las películas Superman: The Movie (1978), Superman II (1980) y Superman IV (1987).La actriz Ayelet Zurer interpreta a Lara en la película El hombre de acero (2013), ambientada en el Universo extendido de DC; y Mariana Klaveno interpreta al personaje en la segunda temporada de la serie de televisión Superman & Lois.

## Biografía

### Versiones Golden y Silver Age
Lara apareció por primera vez en la tira cómica del periódico Superman en 1939, donde fue nombrada por primera vez "Lora". Su primera aparición en un cómic (después de ser mencionada en la novela de texto de 1942 The Adventures of Superman de George Lowther, donde fue nombrada "Lara" por primera vez) fue en More Fun Comics # 101 en enero-febrero de 1945. Un recuento de 1948 La historia del origen de Superman posteriormente profundizó en detalles sobre Lara, aunque sus aspectos más familiares de la Edad de Plata se establecieron más firmemente a partir de finales de la década de 1950 y en el transcurso de las siguientes décadas.
Después del establecimiento del multiverso DC a principios de la década de 1960, se declaró que la versión de la Edad de Oro de la madre de Superman se llamaba "Lora" y vivía en el Krypton del universo Tierra-2. La Lara de la Edad de Plata, mientras tanto, vivía en el Krypton del universo Tierra-Uno.
Una sinopsis definitiva de la vida de Lara en la Edad de Plata (que resume las diversas historias que revelan su historia) llegó en la miniserie de 1979 The World of Krypton (que no debe confundirse con el especial cómico post Crisis on Infinite Earths de finales de los 80 del mismo nombre).
Como se resume en The World of Krypton (y en varias otras historias), Lara era una astronauta prometedora en el programa espacial de Krypton. Sin embargo, el programa espacial de Krypton pronto quedó en tierra permanentemente después de que Jax-Ur hiciera explotar una de las lunas habitadas de Krypton. Finalmente, Lara conoció al científico Jor-El, y los dos tuvieron varias aventuras juntos antes de casarse, como una Lois Lane que viaja en el tiempo y trata de seducir a Jor-El después de no poder casarse con su hijo en el futuro. Algún tiempo después, Lara dio a luz al único hijo de la pareja, Kal-El.
Al principio del matrimonio de Jor-El y Lara, la pareja es observada brevemente por los Guardianes del Universo, quienes señalan que Lara (o su esposo) habría sido un excelente Green Lantern.
Se demostró que Lara y su esposo Jor-El eran practicantes del arte marcial kryptoniano de "klurkor".
Cuando Krypton estaba a punto de explotar, Lara y Jor-El colocaron a su pequeño hijo en un cohete de escape construido por Jor-El. En la mayoría de los relatos, Jor-El quería que Lara acompañara a su hijo a la Tierra, pero Lara se negó, diciendo que su hijo tendría más posibilidades de llegar a la Tierra sin su peso extra. La nave espacial de Kal-El despegó, dejando a Lara y Jor-El pereciendo.

### Versiones de la Edad Moderna
Después de que la miniserie de 1985-1986 Crisis on Infinite Earths y la miniserie de 1986 de John Byrne, El hombre de acero, reescribieran los orígenes de Superman, se cambiaron los detalles sobre los antecedentes y el carácter de Lara. Según la versión de Byrne, Lara habitaba un Krypton frío y emocionalmente estéril donde incluso el contacto corporal estaba prohibido. La abuela de Lara, Lady Nara, y Seyg-El, el padre de Jor-El, fueron los que organizaron la unión entre ellos, para que pudieran tener un hijo que llenaría una vacante en el Registro de Ciudadanos del planeta cuando otro kryptoniano muriera de forma rara y muerte prematura. Sin embargo, Jor-El fue considerado un "retroceso" por expresar realmente sus emociones hacia su esposa Lara y por favorecer los días menos esterilizados de las pasadas eras kryptonianas. En esta versión del mito, Lara era bibliotecaria e historiador de alto rango y pensó que era horrible que Kal-El fuera enviado a un planeta "primitivo" como la Tierra. En una historia, el Kal adulto (ahora Superman) es transportado al pasado y se encuentra con sus padres momentos antes de la destrucción de Krypton. Lara está disgustada por lo que ve y le dice a Kal que no se acerque a ella, encontrándolo "repugnante", aunque se avergüenza de sus sentimientos.
En la miniserie de Superman de 2004, Superman: Birthright, Lara, junto con Krypton y Jor-El, se convirtieron más o menos en sus versiones de la Edad de Plata, aunque con toques actualizados. En esta versión, Lara es tratada como un socio totalmente igual a Jor-El en la construcción de la nave espacial de Kal-El y en el diseño de varios componentes clave.
En la serie de 2009 Superman: Secret Origin de Geoff Johns, Superman es presentado por primera vez a su madre biológica en su adolescencia por la nave espacial que lo trajo a la Tierra cuando era un bebé. Ella es presentada a Kal-El por un holograma de Jor-El como su madre. Este momento sorprende a Superman y hace llorar a Martha Kent.
También en 2009, se describen los antecedentes familiares de Lara. Lara Lor-Van nace en el Gremio Laborista, cuyos miembros no sufren abusos físicos pero no tienen voz en las decisiones de sus vidas y quienes, a diferencia de los miembros de otros gremios, no pueden cambiar de gremio. Lara se convirtió en miembro del Gremio de Ciencias de su esposo cuando se casó con él y, por lo tanto, se le concedieron todas las libertades otorgadas a otros miembros del Gremio de Ciencias. Un miembro del Gremio Militar de Krypton describe esto como "levantado".

### The New 52
En septiembre de 2011, The New 52 reinició la continuidad de DC. En esta nueva línea de tiempo, Lara es miembro de las fuerzas militares de Krypton. Una de las estudiantes más talentosas de la Academia Militar, Lara es una luchadora hábil y una científica brillante.
Lara aparece en la historia de "Krypton Returns". Ella da su apellido de soltera como "Lara Van-El".

### Otras versiones
- En Superman Family Adventures de Art Baltazar, Lara sobrevivió a la destrucción de Krypton al escapar a la Zona Fantasma. Finalmente, su hijo la libera y la acepta en la familia de Superman. Aunque Jor-El no lo logró, Superman usa un cristal específico que le permite resucitar a Jor-El durante 24 horas que les permitiría a los dos pasar más tiempo juntos. Cuando la familia intenta detener a Brainiac, el villano detiene su asalto y mueve a Kandor cuando descubre que Lara está embarazada, y le dice al grupo que su familia aún no está completa.[17] Lara da a luz en el libro de Superpoderes de Baltazar, donde su tiempo en la Zona Fantasma ha alterado el ADN del bebé para parecerse a Brainiac.[18]
- En la serie de Elseworlds, Superman: The Last Family of Krypton, Jor-El pudo salvarse a sí mismo y a Lara y acompañar a Kal-El a la Tierra, donde Jor-El establece la corporación JorCorp mientras Lara establece el movimiento de autoayuda 'Raology'. Más abierta a adaptarse en la Tierra, hace arreglos para que Kal-El sea adoptado discretamente por los Kent para que pueda vivir una vida más normal, y más tarde tiene dos hijos gemelos, Bru-El y Valora, cuya genética 'atrofiada' debido a su El nacimiento en la Tierra significa que solo poseen la mitad del potencial sobrehumano de su hermano. Mientras asiste a una cena en Gotham, Lara puede salvar a Thomas y Martha Wayne cuando intercepta a Joe Chill. El intento de atraco, impidiendo así sin saberlo la creación de Batman, las propias acciones de Jor-El obstaculizaron aún más la oportunidad para que la humanidad desarrolle sus propios héroes en la creencia de que su familia es suficiente. Lara finalmente rechaza el deseo de Jor-El de 'microgestionar' a la humanidad por temor a que la Tierra sea destruida como lo fue Krypton, mudándose a su propia finca de 'Lara-Land', donde usa emisores de sol rojo para restringir sus habilidades naturales y simplemente alienta la espiritualidad. crecimiento mientras se utiliza la tecnología kryptoniana para curar lesiones. Sin embargo, la manipulación de Lex Luthor le permite convertir a su hijo, Bru-El, en un sobrehumano con kryptonita que casi mata a Jor-El antes de que Lara tome la explosión, este ataque también la infecta con un virus secreto que la mata después, unos días de exposición.
- En Superman Adventures (basado en la serie animada), el arco de la historia "Reunión familiar" ve a Superman viajar accidentalmente a un universo paralelo donde una sola ciudad kryptoniana sobrevivió a la destrucción de Krypton, con sus nativos incluidos Jor-El y Lara. Sin embargo, después de pasar años a la deriva en el espacio, Lara se ha vuelto amargada y egoísta, secuestrando a los locales Superman y Supergirl y les lava el cerebro para convertirlos en soldados kryptonianos dedicados hasta el punto de que están dispuestos a conquistar la Tierra y esclavizar a la humanidad para asegurar la supervivencia de Krypton. Cuando el Superman 'principal' llega a este mundo, une fuerzas con Jor-El para obligar a las fuerzas kryptonianas a regresar a la ciudad, momento en el que Jor-El revela que tiene la intención de destruir la ciudad para que la explosión resultante envíe al hogar de Superman.[19]

## En otros medios
Lara ha aparecido (generalmente brevemente) en varias adaptaciones a los medios de la historia de Superman. Sin embargo, como era el caso en los cómics más antiguos, Lara generalmente tiene un papel menos prominente que Jor-El en tales representaciones.

### Radio
Agnes Moorehead interpretó a Lara en el episodio debut de la serie de radio Las aventuras de Superman el 12 de febrero de 1940. Repitió el papel en algunos episodios posteriores.

### Televisión
- En 1952, Lara fue interpretada por Aline Towne en "Superman on Earth", el primer episodio de Aventuras de Superman.
- En el episodio de Súper amigos llamado "The Planet Splitter", apareció en un flashback.
- Lara también participó en el episodio de Challenge of Super Friends, "Los orígenes secretos de los Super Friends".
- Lara hace una aparición sin hablar en el episodio Foundling en un flashback del pasado de Superman en Lois & Clark: The New Adventures of Superman, donde es interpretada por Eliza Roberts.
- En 1996, la voz de Lara fue proporcionada por Finola Hughes en "El último hijo de Krypton", el episodio de estreno de Superman: la serie animada. Se la representa con elementos de su yo de la Edad de Plata y la Edad Moderna, donde es testaruda y una compañera igual a Jor-El, pero en lugar de ser una científica, es una artista. También luce el rizo del cabello en la frente que se ha convertido en un rasgo característico de la apariencia física de Superman.
- Las versiones de la Edad de Plata de Jor-El y Lara aparecen en el episodio de Pinky y Cerebro, "Two Mice and a Baby" cuando colocan a un bebé Kal-El en su nave mientras Krypton se desmorona.
- Lara hizo un cameo con Jor-El en el episodio de Liga de la justicia, "Crepúsculo".
- Lara apareció en un episodio de la temporada 3 en Smallville, interpretada por Kendall Cross.[21] Clark fue sumergido en un tanque de líquido mejorado con kryptonita usado para inducir a que los recuerdos reprimidos salieran a la superficie. Su madre colocó al bebé Kal-El en el cohete que lo llevará a la Tierra. Mientras que Jor-El estaba más preocupado por que su hijo cumpliera su destino, a Lara le preocupaba que nadie lo quisiera. Clark salió de su fuga gritando su nombre, dejándolo con la seguridad de que su madre lo amaba (a diferencia de la manipulación aparentemente despiadada de Jor-El, aunque más tarde se confirmó que sus intenciones eran benevolentes), Martha Kent le dijo posteriormente. "Lara" fue su primera palabra, pero ella y Jonathan nunca supieron lo que significaba. En el episodio llamado "Lara" de la temporada 7, se revela que Lara, la actriz de Supergirl, Helen Slater, visitó la granja de Kent antes de la destrucción de Krypton. Junto con Kara, esconden una fotografía de Lara para que Kal-El la encuentre. También se observa en este episodio que el ADN de Lara fue escondido en el cristal azul por su cuñado Zor-El. Las fotos de Lara de este episodio se pueden encontrar aquí.[22] En el episodio "Blue" Lara y Zor-El son lanzados a la Tierra en forma corpórea (aunque técnicamente no están vivos). La historia culmina con la destrucción del cristal por parte de Clark para librar al mundo de Zor-El. Aunque está molesto por perder nuevamente a su madre, con la seguridad de que ella lo ama, él es capaz de salvar la vida de Kara. Las convenciones de nombres en Smallville parecen diferir de la continuidad del cómic. Kara se refiere a Lara como Lara-El al comienzo del episodio de "Blue". Esto significa que las mujeres, en Smallville, toman el apellido de su esposo y lo adjuntan al primero. En el episodio de la décima temporada "Abandoned!", Ella aparece junto a Julian Sands como Jor-El, apareciendo en forma de un mensaje holográfico que Jor-El y Lara habían grabado para Kal-El poco antes del lanzamiento de su nave. Después de que Lois viaja a la Fortaleza para confrontar a Jor-El sobre sus fracasos como padre, el mensaje que presenta a Jor-El y Lara le asegura a su hijo que tienen fe en él.
- Ana Franchesca Rousseau interpreta a Lara en el episodio piloto de Supergirl.[23] Ella y Jor-El son vistos en flashback como científicos que enviaron a Kal-El a la Tierra antes de la destrucción de Krypton. Una escultura de hielo de ella aparece en la Fortaleza de la Soledad durante los episodios "Solitude" y "Mr. & Mrs. Mxyzptlk".
- Lara aparece en Superman & Lois, interpretada por Mariana Klaveno. Aunque había engendrado a Kal-El con Jor-El, esta versión engendró previamente a Tal-Rho con un kryptoniano llamado Zeta-Rho. Tal-Rho aterrizó en la Tierra y comenzó a implantar conciencias kryptonianas en humanos con su creación llamada Erradicador. En el episodio "Oh madre, ¿dónde estás?", Clark y Lois usan el Erradicador para insertar la conciencia de Lara en Lana Lang para recopilar información sobre cómo deshacer el proceso. Después de que ella revierte el Erradicador, Superman lo enciende con una llamarada solar, eliminando todas las conciencias kryptonianas, incluida Lara, de sus anfitriones. Más tarde apareció en el episodio "The Ties That Bind" como un holograma de IA. Tal-Rho tenía un cristal que contenía su IA en su guarida. Si bien está complacida de ver a sus hijos juntos y conocer a su nieto Jordan, Lara afirma que podría haber algo bueno en Tal-Rho debido a lo que el holograma de Zeta-Rho lo llevó a hacer. Pudo escanear a Superman para encontrar la fuente de sus visiones dolorosas mientras lo escanea. Después de una breve pelea con Tal-Rho, Superman aprendió de la IA de Lara. que sus dolorosas visiones provienen de un "evento cosmológico invasivo". Más tarde escanea a Bizarro incluso cuando Superman y Tal-Rho habían escapado de la custodia de DEO. Ella persuade a Tal-Rho para que ayude a Superman a luchar contra Mitch Anderson.
  - La versión Bizarro del holograma de I.A de Lara aparece en el episodio "Bizarros in a Bizarro World". Superman la encuentra en la Fortaleza de la Soledad de Mundo Bizarro, donde se entera de la muerte de Bizarro y le dice lo que sabe sobre Bizarro Ally Allston. La I.A de Lara se apaga con la llegada de la contraparte de Jonathan Kent, Jon-El.
- Una estatua de hielo de Lara aparece en la Fortaleza de la Soledad en la cuarta temporada de Young Justice, titulada Phantoms.
- Lara aparece en Mis aventuras con Superman, con la voz de Rhea Seehorn.[24]Una copia de I.A. de ella trabaja para Brainiac junto con una copia de I.A. de Jor-El como se ve en "Pierce the Heavens, Superman!". Ellos intentan eliminar la mente de Lois del Black Mercy que se usa en el cuerpo de Superman solo para seguir fallando hasta que Superman recuperó su memoria y obligó a Brainiac a regresar a su propio cuerpo.[25]

### Cine
- Lara es interpretada por Luana Walters en "Superman Comes to Earth", el primer capítulo de la serie de películas de Superman: The Movie de 1948. Partes de esta representación aparecen en flashback mientras Lex Luthor relata la historia de la destrucción de Krypton en "¡A la misericordia de Atom Man!", el séptimo capítulo de la serie de 1950 Atom Man vs. Superman.
- Lara fue interpretada por Susannah York en Superman: The Movie (1978), Superman II (1980) y Superman IV: The Quest for Peace (1987) (solo voz). Después de que Jor-El (Marlon Brando) fue eliminado de Superman II, Lara asumió el papel de mentora de Superman, tanto en Superman II como en IV. Más tarde fue reemplazada por Jor-El de Brando en Superman II: The Richard Donner Cut, la edición de 2006 de Superman II.
- En la película animada directa a video de 2011, All-Star Superman, Lara y su esposo Jor-El aparecen brevemente en un flashback durante el momento en que enviaron a su hijo Kal-El a la Tierra para sobrevivir a la destrucción de Krypton. Además, Superman guarda una gran estatua de Lara y una de Jor-El en su Fortaleza de la Soledad.
- Ayelet Zurer interpreta a Lara en la película de 2013, El hombre de acero.[26] Julia Ormond había sido anunciada previamente como elenco, pero se retiró.[27] Connie Nielsen estaba en negociaciones para el papel antes de que Ormond fuera elegida.[28] En esta versión, ella duda en enviar a su único hijo a un mundo primitivo, por temor a que lo maten. Incluso después de que su esposo le asegura que eso es imposible, a ella le preocupa que la nave no lo consiga. Cuando Zod se enfrenta a Jor-El sobre el robo del códice y se entera del hijo natural de los Els (que está en contra de la ley kryptoniana ya que todos los niños están diseñados genéticamente para ser más eficientes), él lucha contra Jor-El mientras Lara golpea en el lanzamiento, coordina a la nave de su hijo y lo envía a la Tierra a pesar de que Zod está pendiente de salvar a Krypton, ella decide salvar la vida de su hijo. Ella corre al lado de su esposo después de que Zod lo mata. Ella asiste a la sentencia de Zod y sus rebeldes en la Zona Fantasma, donde le da a Zod una mirada estoica y fría incluso después de que él le advierte crípticamente que encontrará a su hijo. Después de colocar el cadáver de su esposo en una cámara funeraria, ella observa como Krypton es destruido. Antes de morir con el resto de su gente, sus últimas palabras para su hijo fueron "Haz un mundo mejor que el nuestro Kal".
- Una versión del universo alternativo de Lara aparece en Liga de la Justicia: Dioses y monstruos con la voz de Lauren Tom.
- Lara aparece en Batman and Superman: Battle of the Super Sons, con la voz de Myrna Velasco.
- Lara aparece en DC League of Super-Pets, con la voz de Lena Headey.

### Videojuegos
- La versión de Man of Steel de Lara aparece como un personaje jugable en Lego Batman 3: Beyond Gotham.
- Lara hace una aparición en la apertura del modo historia de Injustice 2.

### Parodias
- Lara apareció en el episodio de Robot Chicken, "Especialmente el animal Keith Crofford" con la voz de Vanessa Hudgens.
- Lara y Jor-El hacen un cameo en la adaptación animada de Dilbert, al final del episodio “Embarazo” (en el que Dilbert queda embarazada accidentalmente por su propio cohete). Para salvar a su hijo de las masas que desean usarlo para su propio beneficio, Dilbert pone al niño en una nave espacial y lo envía al espacio con Dogbert programando la nave para ir a Krypton (que no explotó como Jor-El había predicho), concretamente a la vivienda familiar El.